# 徳永優太
徳永 優太（とくなが ゆうた、2002年12月19日 - ）は、ジャパンラグビーリーグワンの豊田自動織機シャトルズ愛知に所属するラグビーユニオン選手。

## 経歴
熊本市立帯山中学校でラグビーを始めた。
2018年、佐賀工業高校に入学。高2になる春に全国高等学校選抜ラグビーフットボール大会に出場。その年にKOBELCO CUP（全国高等学校合同チームラグビーフットボール大会）にU17九州代表で出場。高2・高3で、花園（全国高等学校ラグビーフットボール大会）に出場した。
2021年、日本大学に進む。1年時から公式戦に出場。
2025年3月、日本大学を卒業。
2025年6月4日、ジャパンラグビーリーグワンの豊田自動織機シャトルズ愛知への加入を発表した。